# Istituto George C. Marshall
L'Istituto George C. Marshall (George C. Marshall Institute) era un centro studi statunitense senza scopo di lucro di orientamento conservatore. È stato fondato nel 1984 e chiuso nel 2015.

## Storia
L'Istituto George C. Marshall è stato fondato nel 1984 su iniziativa degli scienziati Frederick Seitz, William Nierenberg e Robert Jastrow per sostenere l'Iniziativa di difesa strategica (popolarmente nota come Scudo spaziale) promossa dal presidente Ronald Reagan e criticata dall'Union of Concerned Scientists. Nel 1987 l'Istituto ha curato la pubblicazione di un articolo di Robert Jastrow, in cui si affermava che l'Unione Sovietica costituiva una minaccia militare in grado di diventare una minaccia mondiale entro i successivi cinque anni. Dopo il 1991, in seguito alla dissoluzione dell'Unione Sovietica e alla conseguente fine della guerra fredda, l'Istituto ha accantonato le sue iniziative riguardanti la difesa militare per occuparsi di politiche ambientali, assumendo un atteggiamento scettico su diverse questioni, tra cui il riscaldamento globale e il buco nell'ozono.
Nel 2012 l'Istituto ha preso in carico dal Claremont Institute la gestione del sito Missiletreat.com allo scopo di informare i cittadini statunitensi sui trattati riguardanti i missili balistici e promuovere iniziative di difesa antimissile per gli Stati Uniti. Nel 2015 l'Istituto Marshall ha cessato le attività e la gestione del sito Missiletreat.com è passata al Center for Strategic and International Studies.

## Posizioni sulle politiche ambientali
L'interesse per le politiche ambientali da parte dell'Istituto Marshall è cominciato alla fine degli anni ottanta. Durante la campagna delle elezioni presidenziali nel 1988, George H. W. Bush aveva promesso che si sarebbe occupato dell'effetto serra. Nel 1989, poco dopo l'insediamento di Bush alla presidenza, William Nierenberg ha presentato un rapporto in cui attribuiva il riscaldamento globale all'attività solare e non all'anidride carbonica, influenzando così la politica ambientale del nuovo presidente.  Nel 1990 i tre fondatori dell'Istituto Marshall (Seitz, Nierenberg e Jastrow) hanno pubblicato un libro sul cambiamento climatico. Il fisico David Allan Bromley, consigliere scientifico di H. W. Bush, ha tuttavia convinto il presidente a firmare nel 1992 la Convenzione quadro delle Nazioni Unite sui cambiamenti climatici, nonostante l'opposizione di alcuni membri della sua amministrazione.  Nel 1994 l'Istituto ha pubblicato un articolo del suo presidente Frederick Seitz, in cui il fisico metteva in dubbio il ruolo dei clorofluorocarburi nella formazione del buco nell'ozono. Nello stesso articolo, Seitz affrontava la questione del fumo passivo del tabacco, concludendo che non c'erano evidenze scientifiche che il fumo passivo fosse pericoloso in circostanze normali.
L'Istituto Marshall è stato uno dei pochi gruppi di analisi sulle politiche climatiche di orientamento conservatore ad avere tra il proprio personale scienziati esperti di scienze naturali noti per la loro posizione scettica sui cambiamenti climatici. Oltre ai fondatori Seitz e Jastrow, hanno diretto l'Istituto gli scienziati Sallie Baliunas e William Happer, mentre Richard Lindzen ha fatto parte del Comitato scientifico dell'Istituto, Patrick Michaels è stato visiting scientist e Willie Soon, Sherwood Idso, Ross McKitrick e Stephen McIntyre sono stati collaboratori.

## Critiche
Per le sue posizioni sulle politiche ambientali, l'Istituto Marshall è stato oggetto di pesanti critiche. Nel 2007 in un articolo di Newsweek sul riscaldamento globale, l'Istituto è stato descritto come "un ingranaggio centrale nella politica del negazionismo". Nel 2010 lo studioso australiano Clive Hamilton nel suo libro Requiem for a species ha criticato l'Istituto, affermando che i suoi fondatori Seitz, Nierenberg e Jastrow hanno guidato la reazione conservatrice contro la ricerca della scienza sul clima. Una posizione analoga è stata espressa dagli storici della scienza Naomi Oreskes ed Erik Conway, che nel libro Mercanti di dubbi pubblicato nel 2010 hanno individuato nei fondatori dell'Istituto Marshall e nel fisico Fred Singer i principali scienziati che hanno seminato dubbi nel pubblico riguardo al consenso scientifico sulle cause del riscaldamento globale.